# Бёрнем, Даниел Хадсон
Да́ниел Ха́дсон Бёрнем (Дэ́ниел Бе́рнем; англ. Daniel Burnham) (4 сентября 1846 — 1 июня 1912) — американский архитектор и градостроитель, приверженец стиля бозар. Бёрнем был директором работ по созданию Всемирной выставки 1893 года в Чикаго. Он сыграл ведущую роль в разработке генеральных планов развития ряда городов, включая Чикаго, Манилу, Багио и центр города Вашингтон (округ Колумбия), а также разработал проекты нескольких известных зданий, включая небоскрёб «Флэтайрон-билдинг» в Нью-Йорке, вокзал Юнион-стейшен в Вашингтоне, Монаднок-билдинг и здание Континентального и коммерческого национального банка в Чикаго и Маунт-Вилсон в Калифорнии.
Бернему принадлежит фраза:

Не задумывайте незначительных проектов. В них недостаточно магии, чтобы разгорячить кровь,
 поэтому они, скорее всего, не будут реализованы.
Оригинальный текст (англ.)Make no little plans. They have no magic to stir men's blood and probably will not themselves be realized.

Эту фразу Бёрнема приводит Луис Салливан, тоже архитектор и оппонент Бёрнема по вопросам градостроительства.

## Память
Последние здание, спроектированным архитектором перед своей смертью 1 июня 1912 года, носит его имя Бёрнем-центр.